# Blauwassersegeln

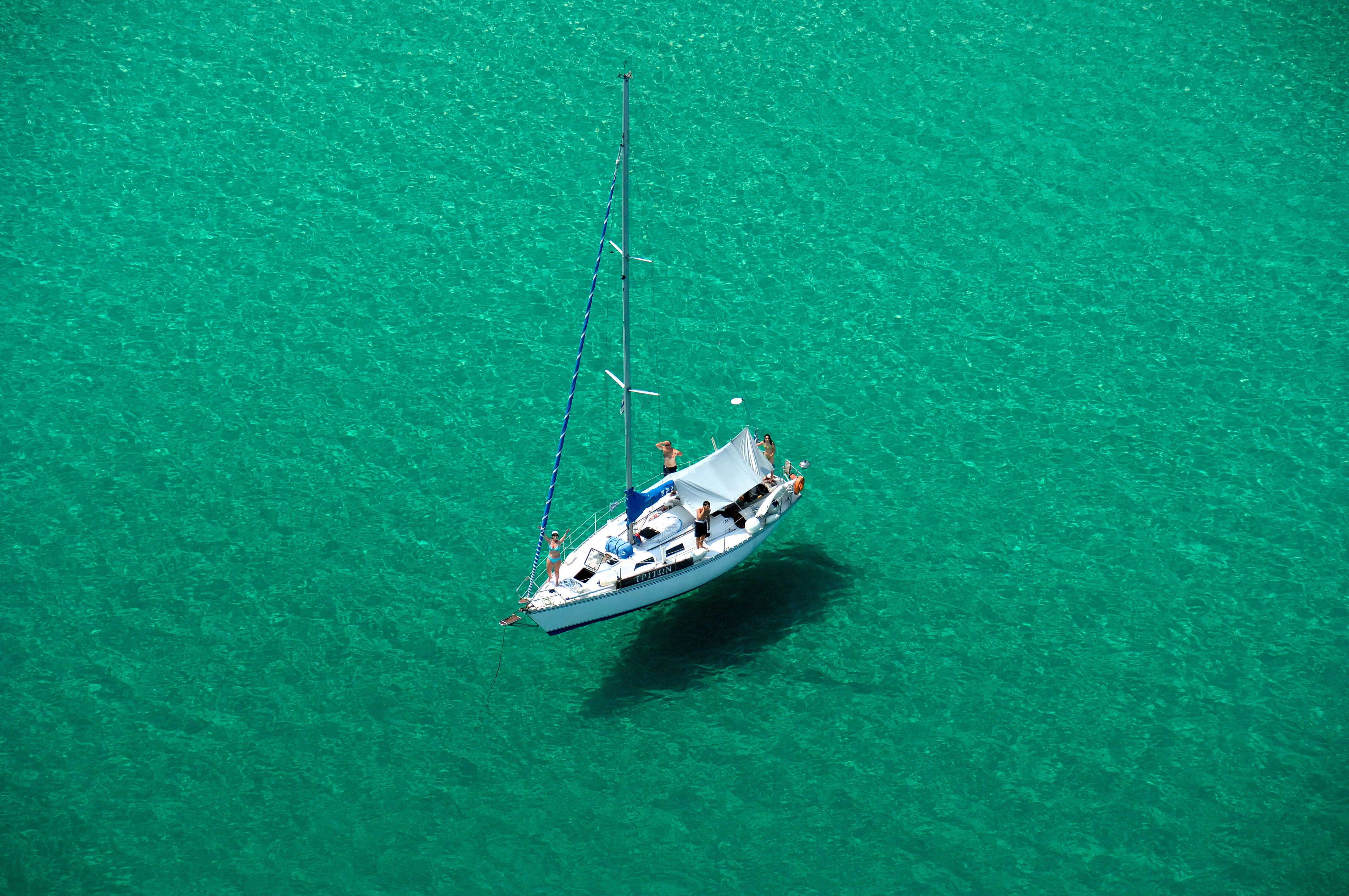
Bei sandigem Ankergrund kann das Meer auch grünlich schimmern

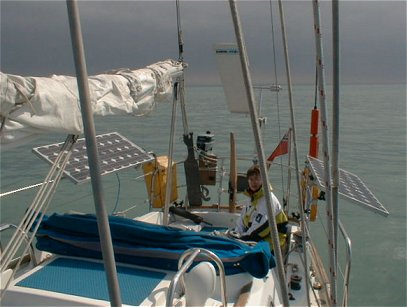
Fahrtenyacht mit Solarkollektoren

Blauwassersegeln bezeichnet das Segeln auf Hoher See. Damit verbunden ist das Leben auf dem Segelboot fernab von Küsten, Häfen oder Marinas. Lange Törns wechseln sich ab mit Perioden, in denen das Boot frei vor Anker liegt, etwa in Buchten oder vor Riffen ohne Anbindung an moderne Infrastruktur.

## Begriff
Der Begriff Blauwassersegeln leitet sich von der tiefblauen Farbe des Meeres auf dem offenen Ozean ab und steht im Gegensatz zum Segeln in deutschen Küstengewässern, wo die Farbe des Wassers oft ins Gräuliche geht. Im Englischen bezeichnet der Begriff bluewater sailing das Langstreckensegeln auf dem offenen Meer und steht im Gegensatz zum küstennahen Segeln (coastal cruising).
Schon seit 1923 wird vom Cruising Club of America eine Blue Water Medal für bemerkenswerte Segelleistungen vergeben.
Im Deutschen findet der Begriff seit den 1970er Jahren breitere Verwendung und steht hauptsächlich für das Fahrtensegeln in südlichen Seegebieten, wobei Erholung und Reiseerlebnis im Vordergrund stehen und die Zeit keine Rolle spielt.
Im Gegensatz dazu steht das Hochleistungs- oder Regattasegeln auf dem Meer, das meist als Hochseesegeln bezeichnet wird. Andere Quellen wiederum geben an, Blauwassersegeln sei die Bezeichnung für Hochseesegeln im Seglerjargon.

## Routen
Das Segeln über längere Strecken auf den Ozeanen ist von den globalen Wettersystemen bestimmt. Eine klassische Blauwasserroute  für viele Segler ist die Weltumsegelung auf der Passatroute in der Nähe des Äquators. Dieser Törn folgt dem Passatwindgürtel, der sich zwischen den beiden Wendekreisen befindet und von den großen Hochdruckgebieten auf dem Atlantischen und Pazifischen Ozean gespeist wird. Der Kurs verläuft dabei von Ost nach West, wobei die europäischen Segler normalerweise von den Kanaren starten und dann über den Atlantischen Ozean in die Karibik nach Panama segeln. In Panama geht die Fahrt durch den Panama-Kanal zu den Galapagos-Inseln und von da in den Pazifik. Vom Pazifik aus führt die Route weiter durch den Indischen Ozean, das Rote Meer und den Suez-Kanal in das Mittelmeer.
Eine Alternativroute führt durch den Indischen Ozean und folgt der Küste Südafrikas um das Kap der guten Hoffnung. Von dort geht es weiter nach Brasilien, durch die Karibik an die Ostküste der USA, um dann mit den Westwinden vom Nordosten der USA über die Bermudas nach Europa zurückzukehren.

## Ausrüstung
Je nach Route, Crew und Boot reicht das Spektrum vom Reisen mit einer Fahrtenyacht bis zur Teilnahme an mehrwöchigen Regatten, z. B der Atlantic Rally for Cruisers. Die Mannschaft besteht häufig aus Paaren, die sich mit dieser Art des Segelns einen Lebenstraum erfüllen, aus Mitgliedern eines Yachtclubs oder aus Einhandseglern. Da das Leben oft weit weg von modernen Ressourcen stattfindet, muss das Boot besonders ausgerüstet sein und seiner Besatzung ein über Wochen und Monate autarkes Leben ermöglichen.

## Reisen von Paaren
Blauwasserreisen von Ehepaaren wurden im englischsprachigen Raum in den 1950er und 1960er Jahren populär. Bekannte Vorreiter in England waren Susan und Eric C. Hiscock, deren seglerischen Leistungen im Jahr 1955 vom Cruising Club of America mit der Blue Water Medal gewürdigt wurden. Das erste deutsche Ehepaar, das die Welt umsegelte, waren Elga und Ernst-Jürgen Koch, die von 1964 bis 1967 mit der Kairos unterwegs waren. Bedeutende deutsche Blauwassersegler sind Wilfried Erdmann, Rollo Gebhard, Erich und Heide Wilts und Bobby Schenk.